# 1081
1081 (MLXXXI) je bilo navadno leto, ki se je po julijanskem koledarju začelo na petek.

## Dogodki

### Bizantinsko cesarstvo in invazija Normanov
- 1. april - Aleksej Komnen, general in desna roka cesarja Nikeforja III. Botanijata, vrže slednjega s prestola in ga pošlje v samostan, v katerem konec istega leta umre.
- 5. april - Kronanje Alekseja I. Komnena za cesarja Bizantinskega cesarstva in začetek vladavine dinastije Komnenov, ki ga zaznamuje zadnji vrh v politični moči cesarstva pred postopnim mučnim propadom, ki mu botrujejo pritiski zunanjih osvajalcev in notranji politični (meddinastični) spori.
- 8. maj - Ker konstantinopelski patriarh Kozma I. zavrne razveljavitev poroke med cesarjem Aleksejem in njegovo soprogo Ireno Dukas, je prisiljen odstopiti. Novi patriarh postane Evrastij Garida.
- maj - Flota normanskega ladjevja odpljuje proti Krfu in ga zavzame. Voditelj Normanov Robert Guiscard začne vojno proti Bizantinskemu cesarstvu pod pretvezo, da brani pravice njegovega zeta Konstantina Dukasa.
- 18. oktober: Bitka pri Draču, v kateri Normani Roberta Guiscarda odločujoče porazijo bizantinsko vojsko zunaj mesta Drač (alb. Durrës) pod poveljstvom cesarja Alekseja I. Komnena. Medtem ko so Seldžuki zasedli večino notranjosti in obale Male Azije, se znajde v nevarnosti tudi evropski del cesarstva.
- Seldžuški bivši bizantinski zapornik in vojskovodja Tzachas začne neodvisno od centralne oblasti Seldžuškega imperija in Sultanata Rum z gradnjo manjše flote bojnih ladij. V naslednjem desetletju ima njegov mali pomorski "imperij" nekaj uspehov z osvajanji otokov pod bizantinsko upravo.

### Investiturni boj
- 18. marec - Rimsko-nemški cesar Henrik IV. se z vojsko iz Regensburga na Bavarskem odpravi v Italijo, da bi dokončno obračunal s papežem Gregorjem VII., ki ga je izobčil.
- april, maj - Henrik IV. se da v Paviji okronati za kralja Italije.
- julij - Henrik IV. prečka Apenine in si brez večjega odpora podredi Toskano. Mestom, ki ga podprejo, podari privilegije na račun razlastitve vojvodine Matilde Toskanske, ki ga je osramotila pred Canosso, ter vseh papeževih privržencev. Henrik nikomur ne podari Matildinih fevdov.
- Po ureditvi razmer v Toskani se odpravi proti Rimu, kjer pa oceni, da se bo za obleganje moral finančno ter vojaško še okrepiti in se vrne v Toskano.
- Hkrati v tem obdobju sklene zavezništvo z bizantinskim cesarjem Aleksejem I. Komnenom, s katerim si delita nasprotnika: Roberta Guiscarda, apulijskega vojvodo in pomembnega podpornika papeža Gregorja VII.
- 26. december - Kronanje Hermana Luksemburškega za novega nemškega (papeškega) kralja. 1082 ↔

### Ostalo
- Bitka pri Mynydd Carnu v Walesu med valižanskim plemstvom žepnih kraljestev Deheubarth, Gwynedd, Gwent in Powys. Bitka oslabi valižansko plemstvo, kar je še isto leto izkoristi angleški kralj Viljem Osvajalec, ki si vazalno podredi žepni kraljestvi Deheubarth in Gwent.
- Danski kralj Knut IV. začne v mestu Odense z gradnjo katedrale, kasneje posvečene po njem (Katedrala sv. Knuta)
- Rekonkvista: kastiljski kralj Alfonz VI. Kastiljski prične z "obleganjem" Toleda. Muslimansko plemstvo, naveličano vojn, mu obljubi popolno kapitulacijo in predajo mesta v zameno za ohranitev časti, ki bi jo izgubili, če bi mesto predali brez boja ali prostovoljno. Alfonz pristane na njihovo ponudbo in prične z "obleganjem". Mesto se "preda" po štirih letih.
  - Kralj Alfonz VI. se poroči s Konstanco Burgundsko.
- Normandija: Viljem Osvajalec se vrne na celino, da bi opravil z nemiri v pokrajini Maine. Razmere se uredijo po posredovanju papeškega legata.
- V pregnanstvu umre odstavljeni poljski kralj Boleslav II. Po legendi naj bi umrl v Osojah na avstrijskem Koroškem, ko je bil na poti v Rim, kjer bi prosil papeža za odpuščanje. Odprtje grobnice leta 1960 je razkrilo ostanke kosti in poljskega viteškega šlema iz 11. stoletja.
- Almoravidi (današnje Maroko) pritiskajo na Hamadide (današnji alžirski obalni pas), ki jih zavrnejo s pomočjo bojevitih beduinov Banu Hilal.
- Dinastija Song: učenjak Su Song po naročilu cesarja napravi revizijo diplomatskih odnosov med dinastijama Liao in Song.

## Rojstva
- 1. december - Ludvik VI., francoski kralj († 1137)

Neznan datum
- Đorđe Vojislavljević, kralj Duklje in Travunije († 1131)
- Suger od Saint-Denisa, francoski opat, regent, zgodovinar, arhitekt († 1151)

## Smrti
- 22. marec - Boleslav II., poljski kralj (* 1042)
- 10. december - Nikefor III. Botanijat, bizantinski cesar (* 1002)

Neznan datum
- Abelard Hautevilljski, italo-normanski upornik
- Adam Bremenski, nemški kronist
- Džodžin, japonski budistični menih (* 1011)
- Gagik Karski, zadnji bagratidski kralj Karsa (* ni znano)